# Green Lantern: The Animated Series
Green Lantern: The Animated Series ist eine US-amerikanische CGI-Fernsehserie, welche auf den Superhelden Green Lantern basiert.

## Handlung
Der Fokus der Handlung liegt auf Hal Jordan, dem Green Lantern von Sektor 2814 sowie Kilowog, einem weiteren Green Lantern, die gemeinsam gegen die von Atrocitus angeführten Red Lanterns und die Manhunters kämpfen. Atrocitus versucht dabei Rache an den Wächtern des Universums für die Zerstörung seiner Heimatwelt zu nehmen.

## Produktion
Nachdem Phil Kent, Vorsitzender und CEO von Time Warner's Turner Networks, bekannt gab, dass es eine Green Lantern: The Animated Series geben wird, wurden die ersten Berichte, Testaufnahmen und Charakterstudien von Bruce Timm während der 2010 New York Comic Con vorgestellt. Zu der Zeit waren bereits 13 Episoden fertiggestellt, fünf weitere in Planung und insgesamt 26 Episoden einer kompletten ersten Staffel bestellt. Die Serie selbst stellt nicht den Anspruch, eine Nacherzählung der Comics zu sein, sondern eine eigene Geschichte zu erzählen.

In der deutschen Synchronisation wurde Aya im Gegensatz zum Original mit einer technisch verfremdeten Stimme ausgestattet, damit sie sich wie eine Computerstimme anhört.

## Ausstrahlung
Die Pilotfolge wurde vorab im November 2011 bei Cartoon Network im Programmblock DC Nation gezeigt. Vom 17. März bis zum 26. Mai 2012 wurden elf weitere Episoden gezeigt. Ab dem 29. September 2012 sollten ursprünglich die weiteren Episoden gezeigt werden, jedoch wurde die Ausstrahlung am 6. Oktober 2012 nach zwei Episoden vorzeitig beendet und erst am 5. Januar 2013 mit der 16. Episode fortgesetzt. Die letzte Episode lief am 16. März 2013.
In Deutschland strahlt Kabel eins die Serie seit dem 6. Januar 2013 ab ca. 06:49 Uhr aus. Seit Dezember 2013 zeigt ProSieben Maxx eine Wiederholung der Serie.

## Episodenliste
| Nummer (gesamt) | Nummer (Staffel) | Originaltitel         | Deutscher Titel              | Erstausstrahlung (Cartoon Network) | Erstausstrahlung (Kabel eins) |
| 01              | 01               | Beware My Power (1)   | Die grüne Macht – Teil 1     | 11. November 2011                  | 6. Januar 2013                |
| 02              | 02               | Beware My Power (2)   | Die grüne Macht – Teil 2     | 11. November 2011                  | 13. Januar 2013               |
| 03              | 03               | Razer’s Edge          | Das Spinnengefängnis         | 17. März 2012                      | 20. Januar 2013               |
| 04              | 04               | Into the Abyss        | Sturz in den Abgrund         | 24. März 2012                      | 27. Januar 2013               |
| 05              | 05               | Heir Apparent         | Die Hand der Königin         | 31. März 2012                      | 3. Februar 2013               |
| 06              | 06               | Lost Planet           | Planet ohne Trost            | 7. April 2012                      | 10. Februar 2013              |
| 07              | 07               | Reckoning             | Die Schlacht um Shard        | 14. April 2012                     | 17. Februar 2013              |
| 08              | 08               | Fear Itself           | Die Kristalle des Wahnsinns  | 21. April 2012                     | 24. Februar 2013              |
| 09              | 09               | In Love and War       | Die Macht der Liebe          | 28. April 2012                     | 2. März 2013                  |
| 10              | 10               | Regime Change         | Das dunkle Geheimnis         | 5. Mai 2012                        | 9. März 2013                  |
| 11              | 11               | Flight Club           | Der Schlüssel zum Leuchtturm | 12. Mai 2012                       | 16. März 2013                 |
| 12              | 12               | Invasion              | Die Armada                   | 19. Mai 2012                       | 23. März 2013                 |
| 13              | 13               | Homecoming            | Heimkehr nach Oa             | 26. Mai 2012                       | 30. März 2013                 |
| 14              | 14               | The New Guy           | Der Neue                     | 29. September 2012                 | 6. April 2013                 |
| 15              | 15               | Reboot                | Manhunter                    | 6. Oktober 2012                    | 13. April 2013                |
| 16              | 16               | Steam Lantern         | Reise durch die Zeit         | 5. Januar 2013                     | 20. April 2013                |
| 17              | 17               | Blue Hope             | Die Flamme der Hoffnung      | 12. Januar 2013                    | 27. April 2013                |
| 18              | 18               | Prisoner of Sinestro  | Sinestros Gefangener         | 19. Januar 2013                    | 4. Mai 2013                   |
| 19              | 19               | Loss                  | Der Anti-Monitor             | 26. Januar 2013                    | 11. Mai 2013                  |
| 20              | 20               | Cold Fury             | Kalte Wut                    | 2. Februar 2013                    | 18. Mai 2013                  |
| 21              | 21               | Babel                 | Babel                        | 9. Februar 2013                    | 25. Mai 2013                  |
| 22              | 22               | Love is a Battlefield | Die unbesiegbare Kraft       | 16. Februar 2013                   | 1. Juni 2013                  |
| 23              | 23               | Larfleeze             | Das Licht der Habgier        | 23. Februar 2013                   | 8. Juni 2013                  |
| 24              | 24               | Scarred               | Der Funke des Lebens         | 2. März 2013                       | 15. Juni 2013                 |
| 25              | 25               | Ranx                  | Rückkehr zum Ursprung        | 9. März 2013                       | 22. Juni 2013                 |
| 26              | 26               | Dark Matter           | Das perfekte Universum       | 16. März 2013                      | 29. Juni 2013                 |